# Каракумы
Караку́мы, или Кара-Кумы, Караку́м (туркм. Garagum [ɡɑɾɑˈɡʊm]; узб. Qoraqum / Қорақум, буквальный перевод — Чёрные пески) — песчаная пустыня на юге Средней Азии, покрывающая бо́льшую часть Туркменистана, а также близлежащие приграничные районы Узбекистана. Площадь — 350 000 км². В составе пустыни различают Заунгузские Каракумы (плато), Центральные Каракумы (Низменные Каракумы), отделённые от Заунгузских впадиной Унгуз, и Юго-Восточные Каракумы.

## География

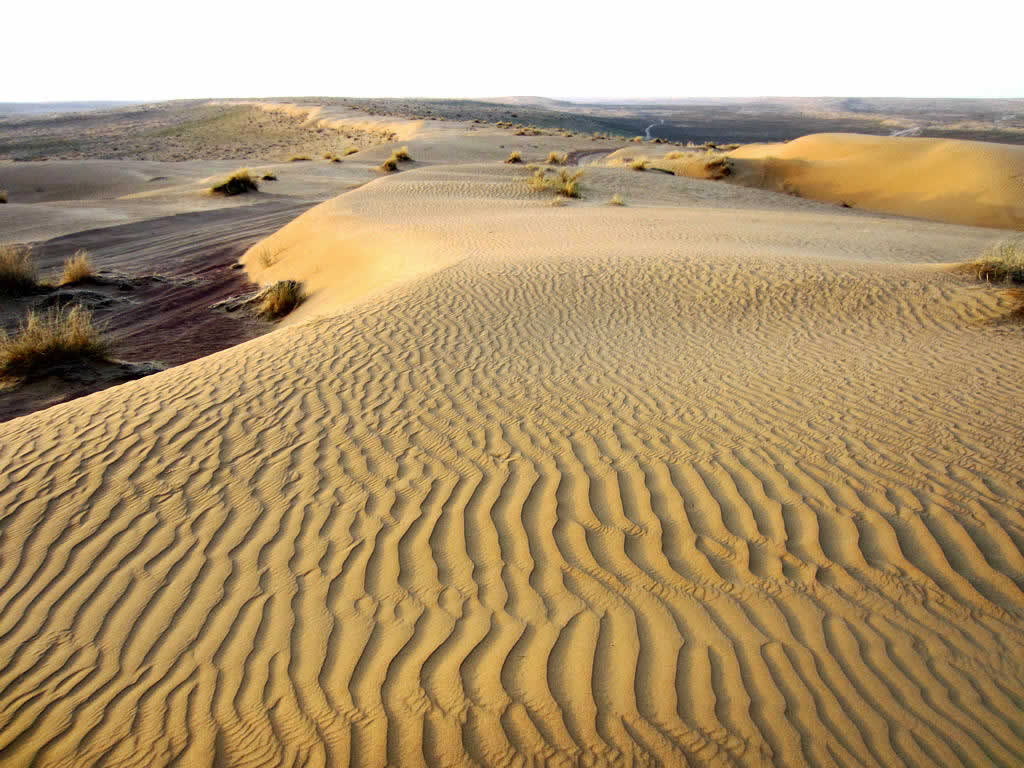
Каракумы

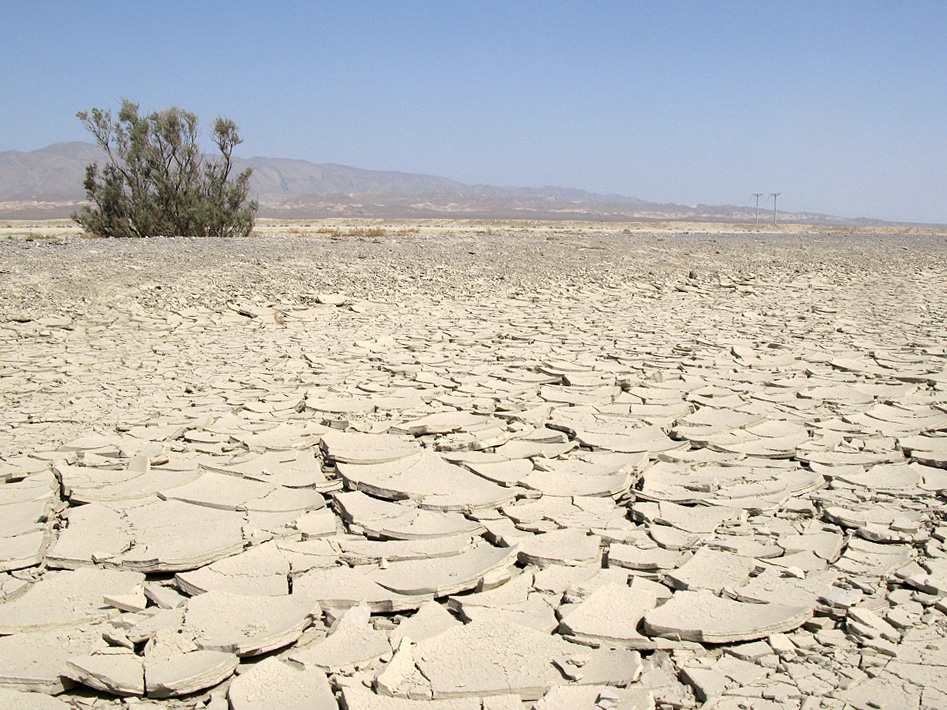
Такыры в понижениях

Северная граница Каракумов проходит по Сарыкамышской впадине и Узбою, восточная — по долине Амударьи, юго-восточная — по возвышенностям Карабиль и Бадхыз, южная — по подгорной равнине Копетдага, на западе по горному поднятию Малый Балхан и горному хребту Большой Балхан. Каракумы представляют собой всхолмлённую, сильно пересечённую равнину с общим уклоном поверхности с востока на запад, с преобладанием гряд, бугристых и барханных песков. Понижения между грядами часто заполнены солончаками и такырами. Пески богаты грунтовыми водами, которые извлекаются при помощи колодцев. В. Н. Кунин отмечает, что эти колодцы были самыми глубокими в СССР, а, возможно, и в мире, и сообщает о копаном колодце глубиной 270 метров. Пустыню пересекает Каракумский канал. Реки Теджен и Мургаб имеют так называемую слепую дельту, их дельтовый веер растворяется в песках. В них расположены Тедженский и Мервский оазисы. Среди пониженных участков выделяются Сарыкамышская впадина, впадина Акчакая, Унгузская впадина. Происходит заполнение искусственного водоёма — Туркменского озера.

### Климат
Климат резко континентальный со средними температурами января на севере пустыни −5 °С, на юге 3 °С, июля от 28 °С до 34 °С соответственно. Очень высоки суточные перепады температуры воздуха — днём температура во многих частях пустыни летом поднимается до 50°С и более, что делает её одной из самых горячих пустынь мира. На почве прогрев ещё больше — до 80 °С. Осадки скудные — от 60 мм в год на севере до 150 мм на юге, причём до 70 % их выпадает в ноябре — апреле.

## Флора и фауна
Весной вся территория пустыни, за исключением занимающих 5 % площади Каракумов барханных песков, покрывается эфемерами и эфемероидами, которые засыхают уже в начале мая. Растительность представлена песчаной осокой, песчаной акацией, астрагалами, саксаулами. В Каракумах водятся джейраны, лисицы-корсаки, волки, барханный и степные коты, грызуны, ящерицы, змеи, фаланги, скорпионы, степные черепахи. Развито пастбищное животноводство овец и верблюдов.
В Юго-Восточных Каракумах расположен Репетекский заповедник. В Центральных Каракумах расположен Берекетли-Каракумский заповедник.
В 2024 году учёные из Института зоологии Казахстана обнаружили два прежде неизвестных науке вида пауков в пустыне Кызылкум. Арахнологи обнаружили 54 вида пауков, из которых 27 видов (50 % от собранных) были впервые отмечены в этой пустыне, а 10 видов (19 %) и вовсе не были ранее известны на территории Казахстана. Два вида пауков оказались новыми для науки в целом, они были описаны и получили названия Anagraphis karamola и Drassodes babenkoi.

## Геология
В Каракумах имеются месторождения нефти и газа, а также серы, находится газовый кратер Дарваза.

## Население
Сосредоточено преимущественно в оазисах, образуемых реками Амударья, Теджен и Мургаб и малыми реками, стекающими с северного склона Копетдага.

## В культуре
Праздники
«Капля воды — крупица золота» — праздник учрежден в 1995 году указом президента Туркмении С. А. Ниязова, который официально провозгласил своей целью искусственное смягчение сурового климата пустыни. Этот праздник воды отмечается в первое воскресенье апреля. Это национальный праздник Туркмении и профессиональный праздник туркменских мелиораторов.
- Кара-Кум (конфета) — в честь пустыни были названы шоколадные конфеты, выпускавшиеся в СССР (Таганрогская кондитерская фабрика[7]), а в настоящее время — в России (Кондитерская фабрика «Красный Октябрь», Сормовская кондитерская фабрика), Украине (Кондитерская корпорация Roshen), Эстонии (Kalev), Беларуси (Кондитерская фабрика «Коммунарка») и Казахстане (Кондитерская фабрика «Рахат»).
- В пустыне Каракумы происходит действие героико-революционной драмы «Сорок первый» (1956).
- За пустыню Каракумы принимали местность главные герои фильма «Кин-дза-дза!» первоначально после перемещения, в ней большая часть фильма и снималась.
- В 1981 году группой «Круг» была написана песня «Кара-Кум».
- В 1982 году на студии Туркменфильм был снят фильм «Каракумы, 45 в тени» — o трудовых будняx туркменских газодобытчиков, прокладывающих в пустыне газопровод.